# Yurina Yamada
Yurina Yamada (山田 優梨菜, Yamada Yurina) est une sauteuse à ski japonaise née le 12 juillet 1996. Elle participe au premier concours olympique de saut à ski féminin en 2014 et se classe trentième et dernière de la compétition.

## Palmarès

### Jeux olympiques
| Épreuve / Édition | Sotchi 2014 |
| Saut à ski        | 30e         |

### Coupe du monde
- Meilleur classement général : 37e en 2012.

#### Classements généraux annuels
| Année | Rang |
| 2012  | 37e  |
| 2013  | 45e  |
| 2014  | 52e  |
| 2015  | 42e  |

### Grand Prix
- 8e en 2013.
- 1 podium.

### Championnats du monde junior
- Médaille de bronze par équipes à Almaty en 2015.